# Christian Hauswirth
Christian Hauswirth (* 23. Dezember 1965 in Saanen) ist ein ehemaliger Schweizer Skispringer.

## Werdegang
Die internationale Karriere von Hauswirth begann am 30. Dezember 1982 mit dem Auftaktspringen zur Vierschanzentournee 1982/83 in Oberstdorf. Er blieb bei seiner ersten Tournee jedoch erfolglos und bestritt auch kein weiteres Springen in der Saison 1982/83. Zur Saison 1983/84 startete er erneut bei der Vierschanzentournee, konnte aber erneut keine vordere Platzierung erreichen. Erst am 22. Januar 1984 konnte er im japanischen Sapporo mit Platz neun erstmals unter die besten zehn und damit zugleich in die Punkteränge springen. Auch im zweiten Springen erreichte er von der Grossschanze mit Platz 13 insgesamt drei Weltcup-Punkte. Den Abschluss der Saison, bei der er den 52. Platz in der Gesamtwertung belegte, bestritt Hauswirth bei den Olympischen Winterspielen 1984, wo er auf der Normalschanze den 48. Platz belegte.
Die Saison 1984/85 begann mit ähnlich schlechten Ergebnissen bei der Vierschanzentournee wie im Jahr zuvor. Deshalb brach er nach der Tournee die Saison ab. Auch in der Saison 1985/86 bestritt er mangels Erfolgs nur die Tournee.
Die Saison 1986/87 begann für Hauswirth erfolgreicher. So erreichte er beim Saisonauftakt in Chamonix auf der Normalschanze mit dem 4. Platz das beste Einzelresultat seiner Karriere, welches er im Laufe der folgenden drei Jahre nur einmal wiederholen konnte. Es war jedoch auch das einzige Springen der Saison, bei dem er Weltcup-Punkte gewinnen konnte. Bei den Nordischen Skiweltmeisterschaften 1987 in Oberstdorf sprang Hauswirth von der Normalschanze auf den 41. und von der Grossschanze auf den 32. Platz. Im Teamspringen landete er gemeinsam mit Pascal Reymond, Fabrice Piazzini und Gérard Balanche auf Rang 11.
Die Saison 1987/88 wurde die beste Saison seiner Karriere. Bereits bei der Vierschanzentournee 1987/88 konnte er in der Gesamtwertung den 4. Platz erreichen und zudem in allen Springen Weltcup-Punkte erreichen. Das beste Einzelresultat erzielte er dabei in Oberstdorf mit dem 4. Platz. Auch nach der Tournee konnte er bei den Weltcup-Springen in Gstaad und Engelberg erneut Weltcup-Punkte gewinnen. Bei den Olympischen Winterspielen 1988 gehörte er daraufhin erneut zum Aufgebot der Schweiz und sprang auf der Normalschanze auf den 48. und auf Grossschanze auf den 27. Platz. Im Teamspringen erreichte er gemeinsam mit Gérard Balanche, Christoph Lehmann und Fabrice Piazzini den 8. Platz. Nach den Spielen sprang er zum Saisonabschluss in Lahti erneut in die Punkteränge und beendete die Saison auf dem 22. Platz in der Weltcup-Gesamtwertung.
In den Saisons 1988/89 und 1989/90 konnte er an seine Leistungen nicht mehr anknüpfen und sprang nur noch selten in die Weltcup-Punkte. Bei der Skiflug-Weltmeisterschaft 1990 in Vikersund erreichte er punktgleich mit Martin Švagerko den 28. Platz. Nach der Saison 1989/90 beendete Hauswirth daraufhin seine aktive Skisprungkarriere.
1996 gründete Hauswirth in seiner Heimatstadt Saanen ein Transportunternehmen. Zudem betreut er die Kinder- und Jugendabteilung im Skispringen beim Skiclub Gstaad.

## Erfolge

### Weltcup-Platzierungen
| Saison  | Platz | Punkte |
| ------- | ----- | ------ |
| 1983/84 | 52.   | 10     |
| 1986/87 | 32.   | 22     |
| 1987/88 | 22.   | 39     |
| 1988/89 | 43.   | 11     |
| 1989/90 | 42.   | 09     |

### Vierschanzentournee-Platzierungen
| Saison  | Platz | Punkte |
| ------- | ----- | ------ |
| 1982/83 | 55.   | 497,4  |
| 1983/84 | 51.   | 476,3  |
| 1984/85 | 52.   | 443,5  |
| 1985/86 | 70.   | 303,1  |
| 1986/87 | 25.   | 527,9  |
| 1987/88 | 04.   | 763,5  |
| 1988/89 | 44.   | 597,5  |
| 1989/90 | 45.   | 550,5  |